# Зайцев, Алексей Дмитриевич (историк)
Алексе́й Дми́триевич За́йцев (1926—1998) — советский историк военной авиации, профессор, генерал-майор авиации в отставке.

## Биография
В Вооруженных силах с 1944 года.
Окончил Рижское военно-политическое училище в 1948 году.
Кандидат исторических наук, профессор.
Начальник кафедры истории КПСС и партийно-политической работы Военно-воздушной академии им. Ю .А. Гагарина в Монино, Московская область.
Зайцев Алексей Дмитриевич — генерал-майор авиации.

Похоронен на Монинском мемориальном военном кладбище, захоронение 289.

## Награды
Награждён Орденом Красной Звезды, медалями.